# Gheorghe Doja (Mureș)
Gheorghe Doja [ˈɟeorɟe ˈdoʒa] (veraltet Lucafalău; ungarisch Dózsa György oder auch Lukafalva) ist eine Gemeinde im Kreis Mureș, in der Region Siebenbürgen in Rumänien.

## Geographische Lage

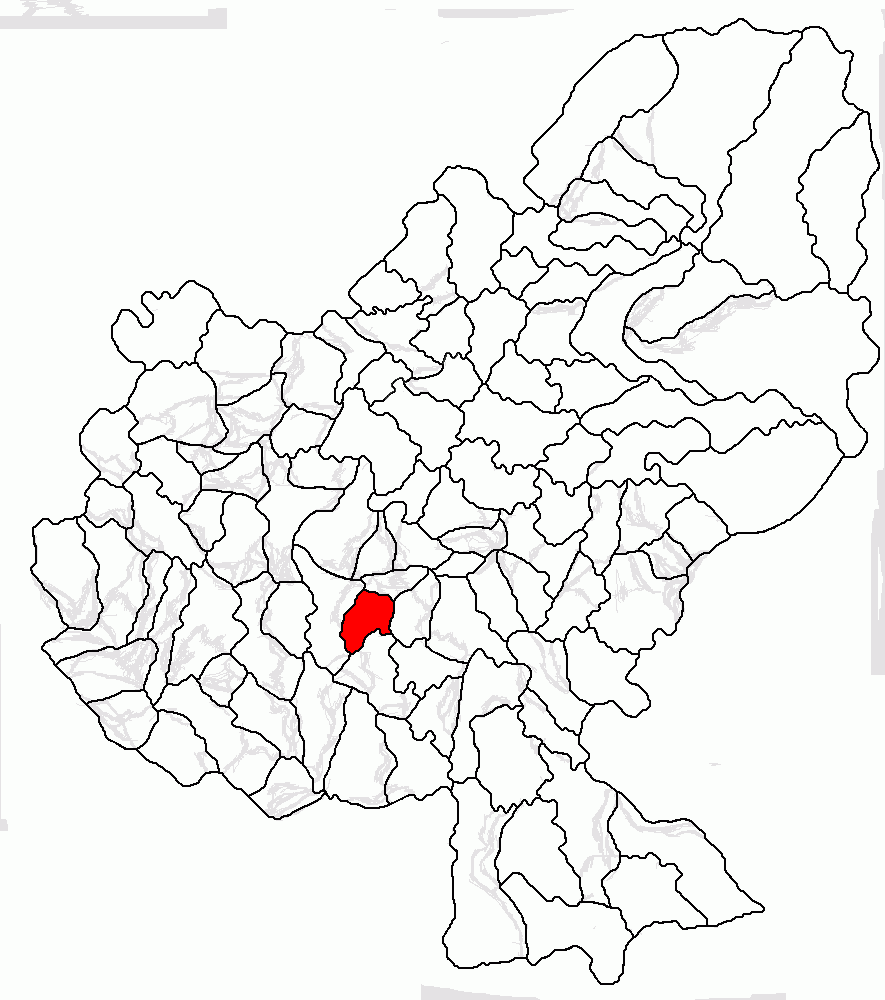
Lage der Gemeinde Gheorghe Doja im Kreis Mureș

Die Gemeinde Gheorghe Doja liegt nördlich des Kokeltals (Podișul Târnavelor) im südlichen Teil des Kreises Mureș im so genannten Țara Morcovilor (Karottenland). Am Niraj, ein linker Nebenfluss des Mureș (Mieresch) und der Kreisstraße (Drum județean) DJ 151D befindet sich der Ort Gheorghe Doja sieben Kilometer östlich von der Kleinstadt Ungheni (Nyaradfluß) und 16 Kilometer südlich von der Kreishauptstadt Târgu Mureș (Neumarkt am Mieresch) entfernt. Die eingemeindeten Dörfer befinden sich etwa ein bis vier Kilometer vom Gemeindezentrum entfernt.
Bis etwa 2010 verkehrte auf dem Areal der Gemeinde eine Schmalspurbahn der ursprünglichen Schmalspurstrecke von Cristești nach Sovata (Szováta).

## Geschichte
Der Ort Gheorghe Doja, von Szekler gegründet, wurde nach unterschiedlichen Angaben 1331 oder 1333 erstmals urkundlich erwähnt.
Auf dem Areal des eingemeindeten Dorfes Tirimia, am Fuße des Berges Porumbelul (ungarisch Galambhegy), wurden archäologische Funde die noch keinem Zeitalter zugeordnet wurden, gefunden.
Im Königreich Ungarn gehörte die heutige Gemeinde dem Stuhlbezirk Maros alsó („Unter-Maros“) im Komitat Maros-Torda, anschließend dem historischen Kreis Mureș und ab 1950 dem heutigen Kreis Mureș an.

## Bevölkerung
Die Bevölkerung der Gemeinde Gheorghe Doja entwickelte sich wie folgt:
| 1850 | 3.054 | 843 | 2.048 | 3 | 160            |
| 1941 | 3.823 | 851 | 2.963 | - | 9              |
| 2002 | 2.869 | 611 | 2.068 | - | 190            |
| 2011 | 2.982 | 617 | 2.169 | - | 196            |
| 2021 | 3.101 | 618 | 2.197 | - | 286 (104 Roma) |

Seit 1850 wurde auf dem Gebiet der heutigen Gemeinde die höchste Einwohnerzahl und die der Magyaren 1941 registriert. Die höchste Einwohnerzahl der Rumänen (1.190) wurde 1920, die der Roma (188) 2002 und die der Rumäniendeutschen (24) 1880 ermittelt.

## Sehenswürdigkeiten
- Im Gemeindezentrum die reformierte Kirche, 1750 errichtet. Deren Holzglockenturm wurde 1781 durch den Steinturm ersetzt.[5]
- Im eingemeindeten Dorf Leordeni (Lörinzdorf) die reformierte Kirche, um 1815 errichtet,[8] steht unter Denkmalschutz.[9] Des Weiteren wird auf dem Gelände des Dorfes eine Römerstraße vermerkt. Von den Einheimischen wird er Calea Dracului (Ördögutja) (Teufelsweg).[10]

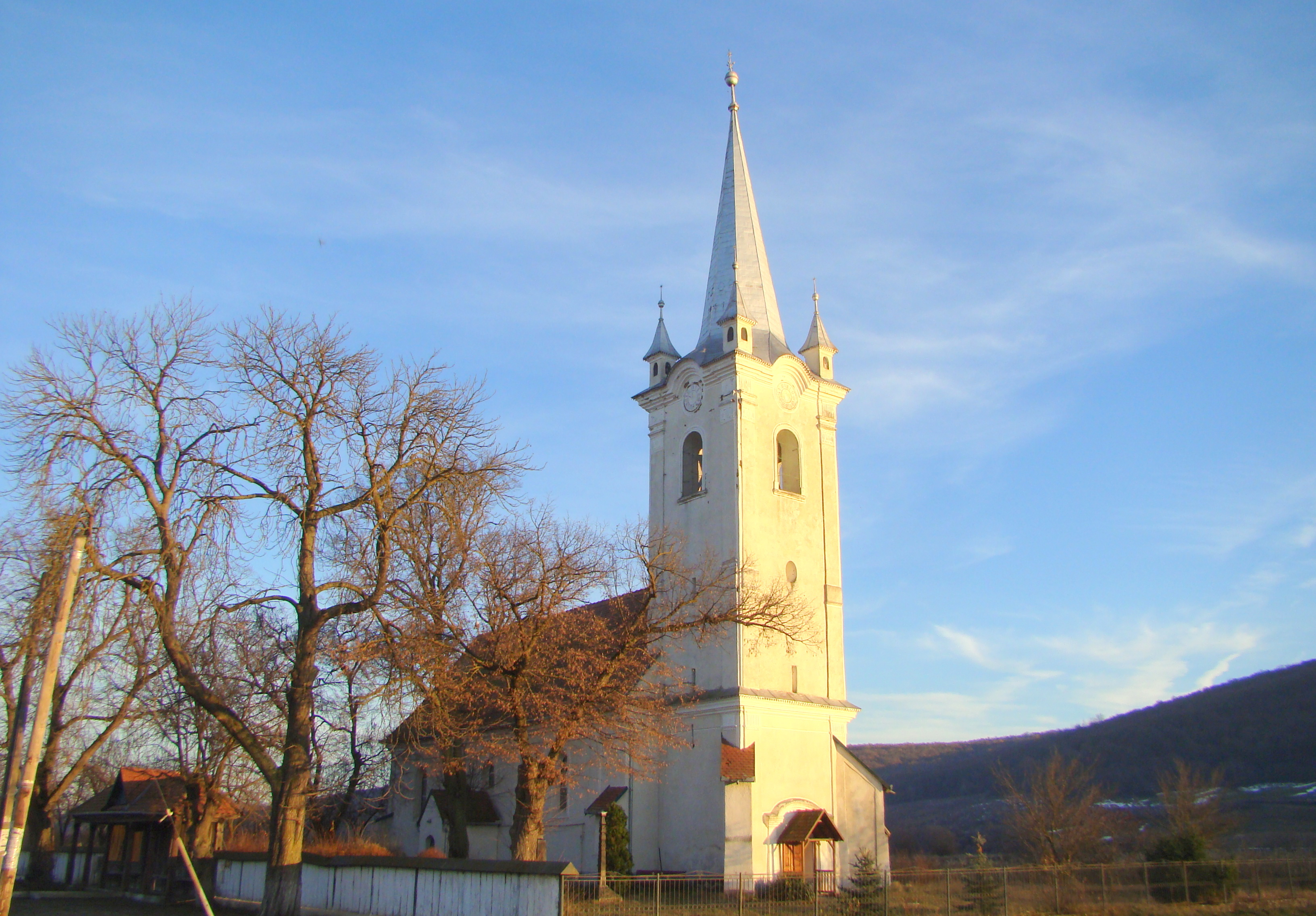
Reformierte Kirche in Gheorghe Doja
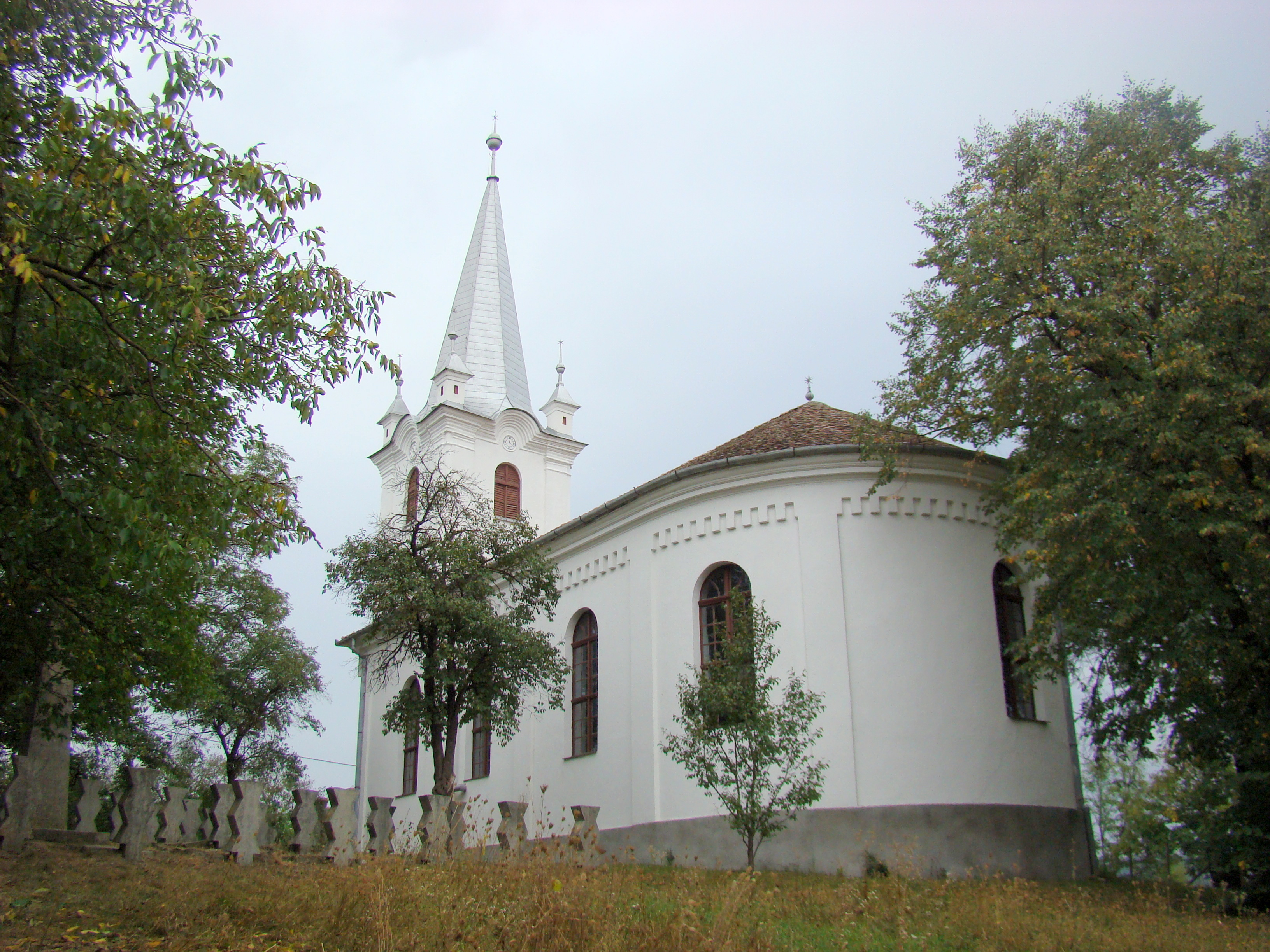
Reformierte Kirche in Leordeni